# Woodcroft Castle
Woodcroft Castle är ett slott i Storbritannien.   Det ligger i kommunen City of Peterborough i riksdelen England, i den sydöstra delen av landet, 120 km norr om huvudstaden London. Woodcroft Castle ligger 13 meter över havet.
Terrängen runt Woodcroft Castle är platt. Runt Woodcroft Castle är det tätbefolkat, med 459 invånare per kvadratkilometer. Närmaste större samhälle är Peterborough, 7,5 km sydost om Woodcroft Castle. Runt Woodcroft Castle är det i huvudsak tätbebyggt.